# Фёдоров, Алексей Константинович (физик)
Алексе́й Константи́нович Фёдоров (1 ноября 1993, Москва, Россия) — российский физик-теоретик, специалист по квантовой физике, квантовым вычислениям и теории многих тел, разработчик квантового блокчейна. Руководитель научной группы «Квантовые информационные технологии» Российского квантового центра, директор Института физики и квантовой инженерии НИТУ «МИСИС», профессор кафедры Российского квантового центра Московского физико-технического института (МФТИ), основной автор Дорожной карты по квантовым технологиям Национальной программы «Цифровая экономика». Лауреат премии «За верность науке» (2021). В 2025 году внесен в санкционный список Канады. 

## Биография
Родился 1 ноября 1993 года в Москве. Вырос в Люберцах, закончил Люберецкую Гимназию №24 школу с золотой медалью. В 15 лет поступил в МГТУ им. Н. Э. Баумана. 
С 2010 года работал в Институте проблем механики им. А. Ю. Ишлинского РАН в лаборатории механики управляемых систем, где занимался задачей оптимального управления для системы из произвольного числа линейных осцилляторов. Совместно с А. И. Овсеевичем построил асимптотическую теорию для оптимального управления системой осцилляторов и замкнутой струны. 
С 2012 года начал работать в группе «Квантовая оптика» в Российском квантовом центре под руководством профессора Александра Львовского. Прошел стажировку в группе Александра Львовского в Университете Калгари (Канада). В 2013 году получил стипендию для студентов Российского квантового центра, стал одновременно работать в двух научных группах: «Квантовая оптика» под руководством Александра Львовского и «Теория многих тел» под руководством Георгия Шляпникова. В 2013—2014 проходил стажировку в Гарвардском университете в группе теории конденсированного состояния под руководством Евгения Демлера.
В 2015 году получил стипендию Клуба Императорского технического училища и впоследствии с отличием окончил обучение в МГТУ им. Н. Э. Баумана. Поступил в аспирантуру в Лабораторию теоретической физики и статистических моделей Национального центра научных исследований Франции в Университете Париж-Юг (Университет Париж-Сакле). Параллельно с учёбой в аспирантуре занимался исследованиями в области алгоритмов постобработки для систем квантового распределения ключей.
В 2017 году защитил диссертацию по теоретической физике в Университете Париж-Сакле под руководством профессора Георгия Шляпникова на тему «Нестандартные многочастичные фазы в ультрахолодных дипольных системах». После защиты диссертации полноценного вернулся к работе в Российском квантовом центре.
С 2018 года работает над проектами КуАпп, занимающимся созданием постквантовых криптографических алгоритмов, и КуБорд — разработчика облачной платформы для квантовых вычислений. Также занимается развитием проекта КуРэйт — производителя научно-образовательных комплексов и промышленных установок для квантового распределения ключей. С научным визитом посетил Институт квантовой оптики Макса Планка (группа Игнасио Сирака) в Гархинге (Германия).
В 2019 году вошел в итоговый список Forbes Россия «30 до 30» в номинации «Наука и технологии». Получил грант Президентский программы Российского научного фонда для молодых учёных. С 2019 года Алексей руководит научной группой «Квантовые информационные технологии» Российского квантового центра. Стал одним из основных авторов Дорожной карты развития квантовых технологий РФ.
В 2020 году возглавил проект Лидирующий исследовательский центр «Квантовые вычисления» на базе Российского квантового центра. А также в рамках Дорожной карты по квантовым вычислениям, реализуемой Госкорпорацией «Росатом», возглавляет направление по квантовым алгоритмам и программному обеспечению. С 2020 по 2022 год с участием ученых из Российского квантового центра, ФИАН им. П. Н. Лебедева, ФТИАН им. К. А. Валиева и Сколковского института науки и технологий разработал квантовый процессор на основе ионов в ловушках с возможностью удаленного облачного доступа при поддержке Фонда НТИ. В 2020 году в 26 лет стал профессором кафедры Российского квантового центра Московского физико-технического института (МФТИ).
В 2021 году стал победителем премии «За верность науке» за вклад в популяризацию науки и технологий среди молодых учёных.
В 2022 году возглавил лабораторию Университета НИТУ «МИСИС» в рамках стратегического проекта «Квантовый интернет».
В 2023 году вошел в состав Координационного совета по делам молодёжи в научной и образовательной сферах Совета при Президенте Российской Федерации по науке и образованию. Возглавил Институт физики и квантовой инженерии НИТУ «МИСИС».
Алексей является автором более 100 научных работ в журналах Nature (статья-комментарий), Communication Physics, Scientific Repots, Physical Review X, Physical Review Letters, Review of Modern Physics, Physical Review B, Physical Review A, Успехи физических наук и др. Приглашенный докладчик на ведущих международных научных конференциях. Заместитель руководителя Научного комитета Национальной премии в области будущих технологий «Вызов» (руководитель Научного комитета — профессор Артем Оганов). Индекс Хирша по данным Google Scholar — 34, общее число цитирований — более 3500. Член редколлегии международного журнала EPJ Quantum Technologies.

## Область научных интересов и научные результаты

### Математическая теория оптимального управления
Первые работы А.К. Федорова связаны с теорией оптимального управления. Совместно с А.И. Овсеевичем была построена теория асимптотически оптимального управления системой из произвольного числа {\displaystyle N} линейных осцилляторов, связанного общим ограниченным управлением. Такая задача в случае одного осциллятора ({\displaystyle N=1}) является классической для теории управления и может быть решена с помощью принципа максимума Понтрягина. В случае произвольного числа осцилляторов неизвестен способ построения оптимального управления в аналитической форме с помощью методов принципа максимума. Основное преимущество разработанной теории состоит в возможности получить эффективных численный алгоритм для управления системой из произвольного числа линейных осцилляторов, связанных общим ограниченным ({\displaystyle u\leq 1}) управлением. Эти результаты были обобщены на случай распределённой системы — струны. В последующем теория управления для замкнутой струны развита Л.В. Локуциевским и А.И. Овсеевичем. 

### Физика квантовых технологий
Основной областью научных интересов являются квантовая теория информации и физика квантовых технологий. Предложил новый метод вычисления томограмм квантовых систем с помощью интегралов по траекториям, новый подход к вычислению томограмм дискретных переменных на основе алгебр кватернионов, а также концепция томографического дискорда (в качестве экспериментальной платформы для анализа предложена система связанных квантовых электрических {\displaystyle LC}-цепочек). Работая в группе А. Львовского, А. К. Федоров принял участие в эксперименте по квантовой гомодинной томографии мультимодовых процессов (светоделителя) с помощью когерентных состояний. Cовместно с группой А. Львовского были предложены методы характеризации сложных квантовых систем с помощью квантовой томографии и машинного обучения, в частности для 20-кубитного квантового симулятора на основе ионов, разработанного группой Р. Блатта (Инсбрук, Австрия).

### Квантовые коммуникации
Под руководством А. К. Федорова были разработаны алгоритмы обработки для систем квантового распределения ключей, в частности, методов для аутентификации и коррекции ошибок (совместно с Е. О. Киктенко и А. С. Трушечкиным), и проведены эксперименты по квантовому распределению ключей в городских условиях в Москве на линиях Газпромбанка и Сбербанка. Была предложена концепция квантового блокчейна — распределённого реестра, использующего квантовое распределение ключей при аутентификации и протокол широковещания, разработанный Лэмпортом, для защиты от атак с квантовым компьютером. Эксприментальная демонстрация квантового блокчейна была проведена с использованием сетей квантового распределения ключей в Москве. В 2022 году проведен эксперимент по космической квантовой связи с помощью спутника Мо-Цзы: квантово-распределенный ключ был передан на расстояние более 4000 км между Звенигородом и Наньшанем.

### Квантовые алгоритмы
Группа А. К. Федорова занимается разработкой квантовых алгоритмов для задач комбинаторной оптимизации, например, для сборки генома и оптимизации графика для сетей телекоммуникации, для моделирования молекул и химических реакций (впервые показана возможность промоделировать квантовым образом реакцию окисления углерода), а также для машинного обучения в интересах генеративной химии: предложен метод дизайна лекарств с помощью квантовых компьютеров.

### Кубитный квантовый процессор
В рамках проекта Лидирующий исследовательский центр «Квантовые вычисления» под руководством А. К. Федорова учёными из Российского квантового центра, ФИАН им. П. Н. Лебедева, ФТИАН им. К. А. Валиева и Сколковского института науки и технологий был разработан квантовый процессор на основе ионов с облачным доступом. В основе процессора используются ионы иттербия. При этом каждый ион представляет собой не кубит, а кудит — многоуровневую квантовую систему (используется кукварт с четырьмя уровнями). Использование одного иона как пары кубитов, а также использование дополнительных уровней кубитов как вспомогательных буферов для квантовой информации (например, в качестве вспомогательных кубитов для декомпозиции многокубитных вентилей, таких как вентиль Тоффоли), позволяет повысить эффективность реализации квантовых алгоритмов, например, алгоритма Гровера.

### Физика многих тел
В области физики многих тел и физики конденсированного состояния был продемонстрирован ротон-максонный характер возбуждений для наклонных дипольных систем в двумерной геометрии, предсказан эффект ротон-максонного спектра для экситонов в квазидвумерной геометрии, а также предсказана p-волновая сверхтекучесть дипольных молекул и атомов в оптических решётках (совместно с Г.В Шляпниковым и В. И. Юдсоном). Предсказанное подавление неупругих процессов для атомов в оптической решётке было исследовано экспериментально группами из Университета Торонто (Канада) и JILA (Колорадо, США). Группой Федорова предложено использовать методы машинного обучения для детектирования квантового хаоса, фазовых переходов в ферримагнетиках и разрушения запутанности в квантовых системах. Совместно с группой Юрия Лозовика предсказан квадрупольный характер поведения экситонов в двумерных системах, который был изучен экспериментально.

### В масс-медиа
В цикле передач "Богатырева о цифре" вышла передача "Квантовый компьютер: просто о сложном"
Газета "Коммерсантъ" сообщила, что российские ученые запатентовали новую архитектуру квантового процессора : Патент получен в ходе исполнения проекта лидирующего исследовательского центра.  
Агата Коровина 10 августа 2020 в СМИ "НОЖ" написала о Федорове следующее: по мнению Алексея Федорова «Квантовый компьютер в сравнении с классическим — это атомная бомба в сравнении с калькулятором»
Елена Краузова в своей статье в журнале Forbes пишет про создателя «квантового блокчейна» Алексея Федорова: технология «абсолютно надежной защиты» банковской информации реальна.  
В статье Юрия Медведева в "Российской газете" журналист дает следующий скетч о Федорове:  Одним из "гвоздей" Конгресса молодых ученых в Сочи стала лекция Алексея Федорова о квантовом компьютере. В свои 28 лет он уже профессор московского Физтеха, руководитель научной группы Российского квантового центра, попал в список Forbes "30 до 30" в разделе "Наука и технологии" и в "Список Илонов Масков" администрации президента РФ, в прошлом году стал лауреатом премии " За верность науке".   